# Femke
A Femke német eredetű női név, amelyet főleg, holland, német nyelvterületeken használnak, lehet a fridu (béke, védelem, biztonság) nevek önállósult kicsinyítője, vagy fríz eredetű, jelentése: kislány. Magyarországon 2021-ben vették fel az anyakönyvezhető utónevek listájára.

## Gyakorisága
2022-ben nem szerepel a 100 leggyakoribb női keresztnév között.

## Névnap
Nincs hivatalos névnapja.

## Híres Femkék
- Femke Bol, világbajnok holland női atléta

## További keresztnevek
- Magyar névnapok listája dátum szerint
- Magyar névnapok listája betűrendben